# Copa Chile de Básquetbol 2021-22
La Copa Chile de Básquetbol 2021-22 (conocida por razones de patrocinio como Copa Chile CDO+ by Cecinas Llanquihue fue la 9.ª edición del torneo de copa de básquetbol organizado por la Liga Nacional de Básquetbol de Chile y se jugó entre el 16 de octubre y el 22 de diciembre de 2021.
Atlético Puerto Varas se coronó campeón, obteniendo se segundo título de forma consecutiva.

## Sistema de Campeonato

### Fase Zonal
Los 12 equipos se dividirán en dos grupos. Jugarán en el formato de todos contra todos a dos ruedas, los 2 primeros de cada grupo avanzarán al final Four en búsqueda del título.

### Final Four
Se jugarán las semifinal y Final a partido único. En esta ocasión, el Final Four se desarrollará en la comuna de Villarrica.

## Equipos participantes
| Club                         | Región                 | Ciudad       |
| ---------------------------- | ---------------------- | ------------ |
| CD Colegio Los Leones        | Región de Valparaíso   | Quilpué      |
| CD Universidad Católica      | Región Metropolitana   | Las Condes   |
| Municipal Puente Alto        | Región Metropolitana   | Puente Alto  |
| Español de Talca             | Región del Maule       | Talca        |
| CD Universidad de Concepción | Región del Biobío      | Concepción   |
| AB Temuco UFRO               | Región de La Araucanía | Temuco       |
| CD Las Ánimas                | Región de Los Ríos     | Valdivia     |
| CD Valdivia                  | Región de Los Ríos     | Valdivia     |
| ABA Ancud                    | Región de Los Lagos    | Ancud        |
| Atlético Puerto Varas        | Región de Los Lagos    | Puerto Varas |
| CEB Puerto Montt             | Región de Los Lagos    | Puerto Montt |
| Deportes Castro              | Región de Los Lagos    | Castro       |

## Fase de grupos

### Zona Centro
| Equipo                    | Pts | PJ | PG | PP | Dif  |
| ------------------------- | --- | -- | -- | -- | ---- |
| Universidad de Concepción | 19  | 10 | 9  | 1  | 249  |
| Universidad Católica      | 17  | 10 | 7  | 3  | 6    |
| Municipal Puente Alto     | 16  | 10 | 6  | 4  | 8    |
| Colegio Los Leones        | 15  | 10 | 5  | 5  | -5   |
| AB Temuco UFRO            | 12  | 10 | 2  | 8  | -129 |
| Español de Talca          | 11  | 10 | 1  | 9  | -129 |

### Grupo B
| Equipo                | Pts | PJ | PG | PP | Dif |
| --------------------- | --- | -- | -- | -- | --- |
| Atlético Puerto Varas | 19  | 10 | 9  | 1  | 137 |
| Las Ánimas            | 16  | 10 | 6  | 4  | 20  |
| ABA Ancud             | 16  | 10 | 6  | 4  | 13  |
| CD Valdivia           | 14  | 10 | 4  | 6  | 11  |
| CEB Puerto Montt      | 13  | 10 | 3  | 7  | -94 |
| CD Castro             | 12  | 10 | 2  | 8  | -87 |

## Final Four
|  | Semifinal                 | Semifinal                 | Semifinal             |                       |                           | Final                     | Final                | Final        |  |
|  |                           |                           |                       |                       |                           |                           |                      |              |  |
|  |                           |                           |                       |                       |                           |                           |                      |              |  |
|  | Universidad de Concepción | Universidad de Concepción | 65                    |                       |                           |                           |                      |              |  |
|  | Universidad de Concepción | Universidad de Concepción | 65                    |                       |                           |                           |                      |              |  |
|  | Las Ánimas                | Las Ánimas                | 56                    |                       |                           |                           |                      |              |  |
|  | Las Ánimas                | Las Ánimas                | 56                    |                       | Universidad de Concepción | Universidad de Concepción | 62                   |              |  |
|  |                           |                           |                       |                       | Universidad de Concepción | Universidad de Concepción | 62                   |              |  |
|  |                           |                           | Atlético Puerto Varas | Atlético Puerto Varas | 69                        |                           |                      |              |  |
|  | Atlético Puerto Varas     | Atlético Puerto Varas     | Atlético Puerto Varas | Atlético Puerto Varas | 69                        | 78                        |                      |              |  |
|  | Atlético Puerto Varas     | Atlético Puerto Varas     |                       |                       |                           | 78                        |                      |              |  |
|  | Universidad Católica      | Universidad Católica      | 72                    |                       |                           | Tercer lugar              | Tercer lugar         | Tercer lugar |  |
|  | Universidad Católica      | Universidad Católica      | 72                    |                       |                           | Tercer lugar              | Tercer lugar         | Tercer lugar |  |
|  |                           |                           |                       |                       |                           |                           |                      |              |  |
|  |                           |                           |                       |                       |                           | Las Ánimas                | Las Ánimas           | 62           |  |
|  |                           |                           |                       |                       |                           | Las Ánimas                | Las Ánimas           | 62           |  |
|  |                           |                           |                       |                       |                           | Universidad Católica      | Universidad Católica | 61           |  |
|  |                           |                           |                       |                       |                           | Universidad Católica      | Universidad Católica | 61           |  |
|  |                           |                           |                       |                       |                           |                           |                      |              |  |

## Campeón
|                                   |
| Atlético Puerto Varas 2.do título |
|                                   |